# La terra buona
La terra buona è un film italiano del 2018 diretto da Emanuele Caruso.

## Trama
Il film è ispirato a tre storie realmente accadute, che nella realtà, a differenza che nella finzione, non si sono mai incontrate.
Un ricercatore in fuga per le sue cure alternative, una ragazza malata in cerca di una speranza e padre Sergio De Piccoli, monaco benedettino, vissuto per più di 40 anni a Marmora dove ha ristrutturato il monastero e raccolto nella canonica, divenuta una biblioteca, circa 60 000 libri, collezionati in tutta la sua vita.
Dopo un lungo viaggio, partito da Roma, Giulia, detta Gea, e il suo amico Martino si ritrovano in Val Grande, estremo Nord Italia, a una sessantina di chilometri dal confine con la Svizzera. Gea ha un cancro al sistema linfatico e nessuna cura sembra funzionare, e lo zio di Martino, don Lorenzo, le ha indicato come ultima speranza Giuseppe Mastroianni, detto Mastro, un medico che da anni sperimenta cure alternative. Peccato che Mastroianni sia nascosto fra le montagne, accusato di avere "quasi ucciso" un paziente, in un luogo che viene chiamato "Monte Paradiso" presso padre Sergio.
Tagliati fuori dal mondo, in una valle dove i cellulari e le radio non funzionano, Mastroianni accetta di curare Gea purché Martino resti con lei.
Difatti Mastroianni spiega che la sua non è una medicina ma una ricerca che sta portando avanti, aiutato dal biologo Rubio, che si basa soprattutto su uno stile di vita da seguire che non è detto funzioni.
Qui, però, tra le case del piccolo villaggio abbandonato, padre Sergio fa scoprire loro Shangri-la, la sua biblioteca di circa 60.000 volumi che ha raccolto nei suoi quaranta anni tra le montagne e chiede loro che la trasformino nella loro casa. Le cose, tuttavia, non vanno come credono.

## Produzione
Padre Sergio è scomparso all'età di 84 anni nel settembre 2014. L'ambientazione è stata spostata dalla valle Maira, dove si trova la biblioteca, alla Val Grande, dove il film è stato girato che difatti è quasi disabitata.
Una parte del costo di produzione del film, circa 78.000 euro, è stato finanziato mediante crowdfunding/crowd equity in un esperimento unico in Italia di azionariato popolare (partecipazione agli utili da parte dei sottoscrittori). Il film è inoltre stato sostenuto da Film Commission Torino Piemonte, FIP (Film Investimenti Piemonte) e dal Parco nazionale della Val Grande.
Il film, uscito il 1º marzo 2018 in completa auto-distribuzione, ha totalizzato dopo 2 mesi oltre 40.000 biglietti venduti (Fonte Cinetel) per oltre 250.000 Euro di incasso al botteghino, diventando fin da subito un piccolo caso nazionale.